# Wereldkampioenschap superbike van Magny-Cours 2010
Het wereldkampioenschap superbike van Magny-Cours 2010 was de dertiende en laatste ronde van het wereldkampioenschap superbike en het wereldkampioenschap Supersport 2010. De races werden verreden op 3 oktober 2010 op het Circuit Magny-Cours nabij Magny-Cours, Frankrijk.
Kenan Sofuoğlu werd gekroond tot kampioen in de Supersport-klasse met een tweede plaats in de race, wat genoeg was om zijn laatste concurrent Eugene Laverty voor te kunnen blijven.

## Superbike

### Race 1
Sylvain Guintoli werd gediskwalificeerd voor het negeren van een ride through penalty.
| Pos | Nr  | Rijder           | Constructeur | Rondes | Tijd              | Grid | Punten |
| --- | --- | ---------------- | ------------ | ------ | ----------------- | ---- | ------ |
| 1   | 35  | Cal Crutchlow    | Yamaha       | 23     | 38:15.586         | 1    | 25     |
| 2   | 91  | Leon Haslam      | Suzuki       | 23     | +3.779            | 10   | 20     |
| 3   | 7   | Carlos Checa     | Ducati       | 23     | +4.261            | 7    | 16     |
| 4   | 3   | Max Biaggi       | Aprilia      | 23     | +4.416            | 4    | 13     |
| 5   | 96  | Jakub Smrž       | Aprilia      | 23     | +7.476            | 3    | 11     |
| 6   | 84  | Michel Fabrizio  | Ducati       | 23     | +11.866           | 5    | 10     |
| 7   | 41  | Noriyuki Haga    | Ducati       | 23     | +16.390           | 8    | 9      |
| 8   | 66  | Tom Sykes        | Kawasaki     | 23     | +21.669           | 12   | 8      |
| 9   | 67  | Shane Byrne      | Ducati       | 23     | +22.065           | 14   | 7      |
| 10  | 99  | Luca Scassa      | Ducati       | 23     | +22.281           | 16   | 6      |
| 11  | 57  | Lorenzo Lanzi    | Ducati       | 23     | +26.748           | 13   | 5      |
| 12  | 65  | Jonathan Rea     | Honda        | 23     | +35.608           | 6    | 4      |
| 13  | 76  | Max Neukirchner  | Honda        | 23     | +39.929           | 17   | 3      |
| 14  | 5   | Ian Lowry        | Kawasaki     | 23     | +54.836           | 18   | 2      |
| 15  | 15  | Matteo Baiocco   | Kawasaki     | 23     | +1:07.191         | 19   | 1      |
| 16  | 33  | Fabrizio Lai     | Honda        | 23     | +1:14.632         | 20   |        |
| DNF | 95  | Roger Lee Hayden | Kawasaki     | 20     | Uitgevallen       | 21   |        |
| DNF | 11  | Troy Corser      | BMW          | 7      | Uitgevallen       | 9    |        |
| DNF | 52  | James Toseland   | Yamaha       | 3      | Ongeluk           | 15   |        |
| DNF | 111 | Rubén Xaus       | BMW          | 2      | Ongeluk           | 11   |        |
| DSQ | 50  | Sylvain Guintoli | Suzuki       | 23     | Gediskwalificeerd | 2    |        |

### Race 2
| Pos | Nr  | Rijder           | Constructeur | Rondes | Tijd         | Grid | Punten |
| --- | --- | ---------------- | ------------ | ------ | ------------ | ---- | ------ |
| 1   | 3   | Max Biaggi       | Aprilia      | 23     | 38:11.343    | 4    | 25     |
| 2   | 35  | Cal Crutchlow    | Yamaha       | 23     | +0.087       | 1    | 20     |
| 3   | 84  | Michel Fabrizio  | Ducati       | 23     | +3.715       | 5    | 16     |
| 4   | 50  | Sylvain Guintoli | Suzuki       | 23     | +4.004       | 2    | 13     |
| 5   | 41  | Noriyuki Haga    | Ducati       | 23     | +15.471      | 8    | 11     |
| 6   | 96  | Jakub Smrž       | Aprilia      | 23     | +18.378      | 3    | 10     |
| 7   | 99  | Luca Scassa      | Ducati       | 23     | +21.180      | 16   | 9      |
| 8   | 67  | Shane Byrne      | Ducati       | 23     | +23.055      | 14   | 8      |
| 9   | 7   | Carlos Checa     | Ducati       | 23     | +25.657      | 7    | 7      |
| 10  | 91  | Leon Haslam      | Suzuki       | 23     | +27.781      | 10   | 6      |
| 11  | 66  | Tom Sykes        | Kawasaki     | 23     | +28.206      | 12   | 5      |
| 12  | 76  | Max Neukirchner  | Honda        | 23     | +44.634      | 17   | 4      |
| 13  | 5   | Ian Lowry        | Kawasaki     | 23     | +1:04.181    | 18   | 3      |
| 14  | 15  | Matteo Baiocco   | Kawasaki     | 23     | +1:16.446    | 19   | 2      |
| DNF | 57  | Lorenzo Lanzi    | Ducati       | 17     | Ongeluk      | 13   |        |
| DNF | 95  | Roger Lee Hayden | Kawasaki     | 9      | Uitgevallen  | 21   |        |
| DNF | 52  | James Toseland   | Yamaha       | 4      | Ongeluk      | 15   |        |
| DNF | 11  | Troy Corser      | BMW          | 4      | Uitgevallen  | 9    |        |
| DNF | 33  | Fabrizio Lai     | Honda        | 4      | Uitgevallen  | 20   |        |
| DNS | 65  | Jonathan Rea     | Honda        | 0      | Niet gestart | 6    |        |
| DNS | 111 | Rubén Xaus       | BMW          | 0      | Niet gestart | 11   |        |

## Supersport
| Pos | Nr  | Rijder            | Constructeur | Rondes | Tijd        | Grid | Punten |
| --- | --- | ----------------- | ------------ | ------ | ----------- | ---- | ------ |
| 1   | 50  | Eugene Laverty    | Honda        | 22     | 37:46.575   | 2    | 25     |
| 2   | 54  | Kenan Sofuoğlu    | Honda        | 22     | +4.769      | 1    | 20     |
| 3   | 7   | Chaz Davies       | Triumph      | 22     | +17.658     | 12   | 16     |
| 4   | 55  | Massimo Roccoli   | Honda        | 22     | +20.412     | 8    | 13     |
| 5   | 127 | Robbin Harms      | Honda        | 22     | +20.559     | 11   | 11     |
| 6   | 37  | Katsuaki Fujiwara | Kawasaki     | 22     | +21.200     | 3    | 10     |
| 7   | 25  | David Salom       | Triumph      | 22     | +25.051     | 6    | 9      |
| 8   | 51  | Michele Pirro     | Honda        | 22     | +25.174     | 7    | 8      |
| 9   | 44  | Roberto Tamburini | Yamaha       | 22     | +32.256     | 14   | 7      |
| 10  | 117 | Miguel Praia      | Honda        | 22     | +59.797     | 17   | 6      |
| 11  | 89  | Axel Maurin       | Yamaha       | 22     | +1:04.127   | 18   | 5      |
| 12  | 121 | Florian Marino    | Honda        | 22     | +1:23.612   | 13   | 4      |
| DNF | 4   | Gino Rea          | Honda        | 11     | Uitgevallen | 9    |        |
| DNF | 18  | Mark Aitchison    | Honda        | 11     | Ongeluk     | 10   |        |
| DNF | 5   | Alexander Lundh   | Honda        | 8      | Uitgevallen | 19   |        |
| DNF | 23  | Broc Parkes       | Kawasaki     | 7      | Uitgevallen | 5    |        |
| DNF | 99  | Fabien Foret      | Kawasaki     | 6      | Uitgevallen | 4    |        |
| DNF | 10  | Imre Tóth         | Honda        | 5      | Uitgevallen | 20   |        |
| DNF | 69  | Julien Enjolras   | Triumph      | 5      | Uitgevallen | 16   |        |
| DNF | 31  | Vittorio Iannuzzo | Triumph      | 4      | Uitgevallen | 15   |        |

## Eindstanden na wedstrijd

### Superbike
| Pos | Nr | Rijder        | Team    | Punten |
| --- | -- | ------------- | ------- | ------ |
| 1   | 3  | Max Biaggi    | Aprilia | 451    |
| 2   | 91 | Leon Haslam   | Suzuki  | 376    |
| 3   | 7  | Carlos Checa  | Ducati  | 297    |
| 4   | 65 | Jonathan Rea  | Honda   | 292    |
| 5   | 35 | Cal Crutchlow | Yamaha  | 284    |

### Supersport
| Pos | Nr | Rijder         | Team     | Punten |
| --- | -- | -------------- | -------- | ------ |
| 1   | 54 | Kenan Sofuoğlu | Honda    | 263    |
| 2   | 50 | Eugene Laverty | Honda    | 252    |
| 3   | 26 | Joan Lascorz   | Kawasaki | 168    |
| 4   | 7  | Chaz Davies    | Triumph  | 153    |
| 5   | 51 | Michele Pirro  | Honda    | 99     |

1991 · 2003 · 2004 · 2005 · 2006 · 2007 · 2008 · 2009 · 2010 · 2011 · 2012 · 2013 · 2014 · 2015 · 2016 · 2017 · 2018 · 2019 · 2020 · 2021 · 2022 · 2023 · 2024 · 2025